# Junggarsuchus
Junggarsuchus es un género extinto de crocodilomorfo esfenosuquio del Jurásico Medio de China. La especie tipo es J. sloani.

## Anatomía

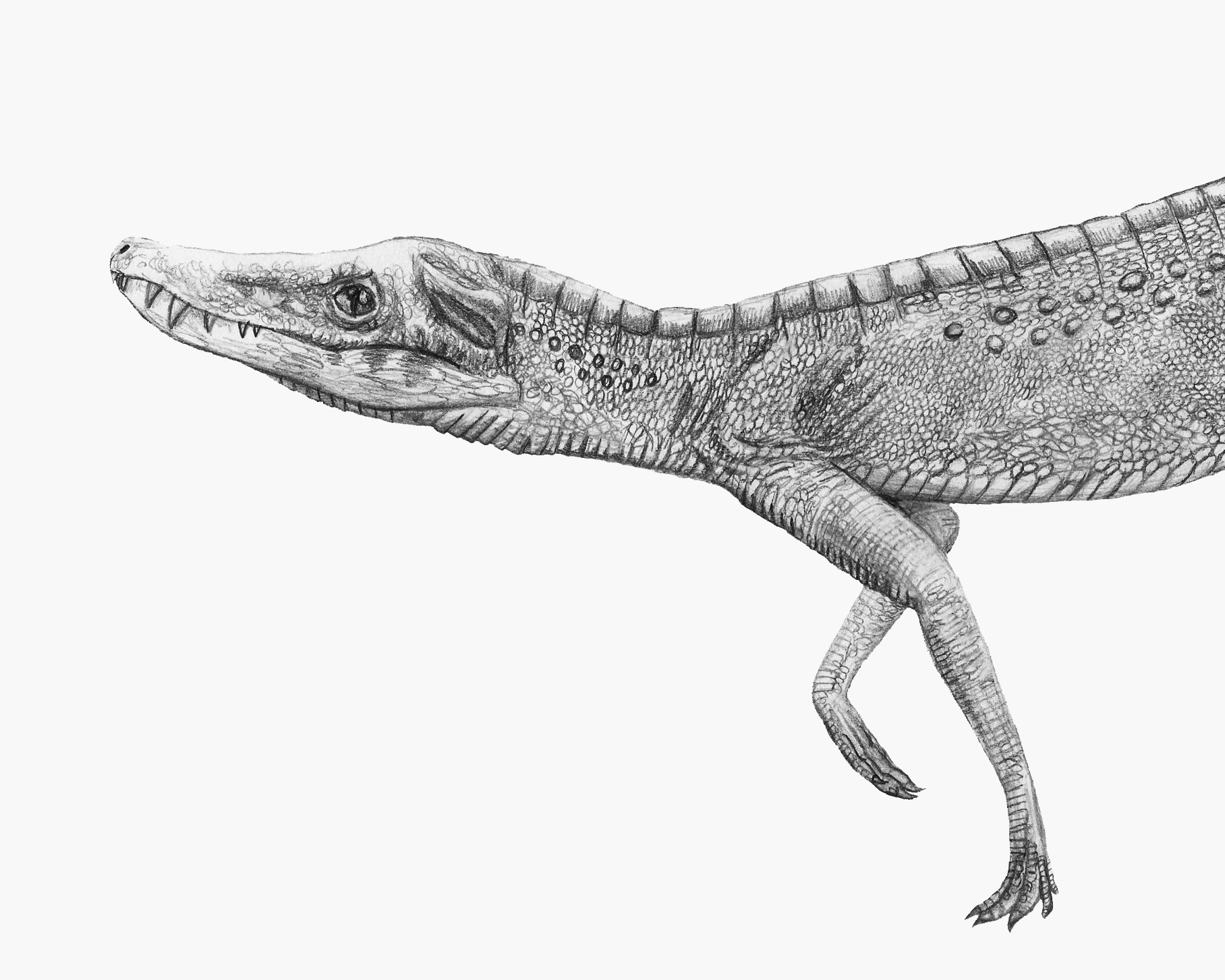
Recreación artística

Aunque el cráneo de Junggarsuchus comparte muchas características con los de los crocodilianos modernos, es morfológicamente intermedio entre los esfenosuquios y los mesoeucrocodilios. Igual que en otros esfenosuquios, las extremidades de Junggarsuchus estaban bien adaptadas para el desplazamiento terrestre, más que al estilo de locomoción semiacuática vista en los modernos crocodilianos. Estas adaptaciones incluyen: un húmero verticalmente orientado, una articulación en el hombro dotada de una cavidad esférica, y una mano funcionalmente tridáctila (solo tres de los dedos se apoyaban en el suelo).